# Nadia Stankovich
Nadia Stankovich, també coneguda com a Nadia Stankovitch (Belgrad, Regne dels Serbis, Croats i Eslovens 24 de febrer de 1924 - Ciutat de Mèxic 30 d'agost de 2017), va ser una pianista, concertista i professora. Va destacar per la interpretació de les obres d'autors mexicans com Juventino Roses i Ricardo Castro.
Va estudiar a la Universitat de Música i Art Dramàtic de Viena amb el mestre Emil von Sauer, alumne de Franz Liszt. Va ser solista en l'Orquestra de Mozarteum de Salzburg. El 1950 es va establir definitivament a Mèxic en decidir exiliar-del seu país. Com a concertista va realitzar gires en països d'Amèrica, Àsia i Europa. A Mèxic va ser dirigida per directors d'orquestra com Luis Herrera de la Font, Eduardo Mata, Francisco Savín, Helmut Calgeer, entre d'altres.
Com a pianista, va mantenir una atenció especial a compositors de romanticisme mexicans del segle xix i principis del segle XX com Juventino Rosas i Ricardo Castro. Del 1994 al 2000 va interpretar i enregistrar les obres completes de piano de Rosas. Va ser part del grup de concertistes de l' Institut Nacional de Belles Arts de Mèxic. Com a professora va formar a diverses generacions de pianistes i músics. Stankovich parlava set idiomes.

## Premis i reconeixements
- Àguila de Tlatelolco de la Secretaria de Relacions Exteriors de Mexic, 1978